# Station Offenbach-Kaiserlei
Offenbach-Kaiserlei is een station van de S-Bahn Rhein-Main in de Duitse stad Offenbach. Het station is gelegen in en vernoemd naar het stadsdeel Kaiserlei. Het station ligt aan de ondergrondse S-Bahnverbinding DB 3680.